# Malavi (jezero)
Malavi, poznato i kao Nijasa (svah. Nyassa, port. Lago Niassa), je najjužnije jezero u Velikoj rasjednoj dolini u Istočnoj Africi, čiji sjeverni dio dijele Tanzanija i Malavi, srednji dio Malavi i Mozambik, dok je južni dio cijeli u Malaviju. Dugo je 560 do 580 km, ima maksimalnu širinu od 75 km i površinu od oko 29.600 km². Po svom obujmu Malavi je treće jezero u Africi i deveto u svijetu, a po dubini od 706 m je drugo jezero u Africi, odmah poslije Tanganjike. 
Malavi otječe u rijeku Shire koja se uliva u Zambezi, a njegova najveća pritoka je Ruhuhu. U jezeru se nalaze dva naseljena otoka, Likoma i Chizumulu, koji pripadaju Malaviju, ali su okruženi teritorijalnim vodama Mozambika.
Vode jezera Malavi su dom za najveći broj jezerskih ribljih vrsta na svijetu, npr. više od 1000 vrsta ciklida. Zbog toga je Nacionalni park jezera Malavi, površine 94 km² na južnom dijelu jezera Malavi (tzv. "Majmunski zaljev") osnovan 1980. godine kako bi se zaštitio njegov jedinstven riblji fond, ali i kopnene životinje poput pavijana koji žive na njegovom kopnenom dijelu (poluotok Khumba). Od 1984. godine NP Malavi je upisan na UNESCO-ov popis mjesta svjetske baštine u Africi zbog "stotina endemskih vrsta riba koje su gotovo podjednako važne za proučavanje evolucije poput otočja Galapagos". Mozambički dio jezera je proglašen rezervatom prirode 10. srpnja 2011. godine kako bi zaštitila jedan od najvećih i biološki najbogatijih slatkovodnih jezera na svijetu

## Prirodne odlike
Jezero Malavi se nalazi u Velikoj rasjednoj dolini i nastalo je kad se Afrička ploča podijelila prije 2.000.000 ili 40.000 godina. Na sjevernoj, tanzanijskoj, strani jezera se uzdižu Livingstonove planine, gotovo 2.500 m iznad jezera Malavi. S njih često pušu snažni vjetrovi koji znaju donijeti iznenadne oluje. Istočne obale jezera su mnogo manje strme od zapadnih između grada Karonga i Zaljeva majmuna.
Prvi Europljanin koji je posjetio jezero bio je portugalski trgovac Candido José da Costa Cardoso 1846. godine, ali ga je sljedeći posjetio slavni istraživač i misionar, David Livingstone 1859. godine koji ga je zbog sjaja lanterni noćnih ribolovaca prozvao "Zvjezdano jezero". Do kraja 19. stoljeća Portugalci su zaposjeli njegovu istočnu obalu, a Britanci su na zapadnoj i otocima osnovali svoju koloniju Nyasaland ("Zemlja jezera"). Zbog toga danas otoci, iako fizički uz samu obalu Mozambika, ipak pripadaju Malaviju, okruženi teritorijalnim vodama Mozambika.
Obale jezera su obilate drvećem baobaba, a jedno, koje je navodno staro 800 godina, je bilo omiljeno Davidu Livingstoneu koji je ispred njega držao mise i razgovarao s drugim misionarima. Danas se u njegovom parku nalaze grobovi ranih misionara.
Jezero je oduvijek pružalo bogat ulov ribe svojim stanovnicima, i to najčešće ciklida roda Nyasalapia, šarana i velikog kampango soma (Bagrus meridionalis). Ciklidi su osobito važni jer ih ima jako mnogo endemskih vrsta i svojom raznolikošću predstavljaju evolucijsku raznolikost jako ograničenog ekosustava. Danas im prijete opasnosti poput pretjeranog izlova (zbog ishrane, ali i kao kućnih ljubimaca zbog privlačne raznolikosti njihovih oblika i boja) i zagađenja vode.
Pored riba, na obalama jezera obitava i veliki broj vodenkonja, te krokodili, pitoni i varani.
- Plaža Mwaya, Malavi
- Otok Chizumulu
- Anglikanska crkva sv. Petra na Linkomi
- Mozambička obala jezera
- Raznobojne ciklide iz jezera Malavi

## Vanjske poveznice
- Popis malavijskih ciklida  Arhivirana inačica izvorne stranice od 10. listopada 2011. (Wayback Machine) (engl.)

|  | Zajednički poslužitelj ima još gradiva o temi Jezero Malavi |